# الوییز مامفورد
الوییز مامفورد (متولد ۲۴ سپتامبر ۱۹۸۶) یک بازیگر آمریکایی است که با نقش خود در سریال تلویزیونی ستاره تنها و رودخانه معروف است.

## زندگی و مسیر شغلی
مامفورد فرزند میانی تام مامفورد و نانسی اسمیث است و در المپیا، واشینگتن بزرگ شده است. او یک خواهر بزرگ تر به نام آنا و یک برادر کوچکتر به نام کای دارد. مامفورد در ۷ سالگی از یک تهیه کننده محلی الهام گرفت و در نمایش های دبیرستان تئاتر اصلی المپیا بازی می کرد.
او در سال ۲۰۰۹ از دانشگاه نیویورک در رشته هنر فارغ التحصیل شد. در دوران دانشگاه، مامفورد همراه با جسی ایزنبرگ در فیلم کوتاه "بعضی پسرها نمی‌روند" بازی کرد.
در سال ۲۰۱۲ مامفورد در سریال ماورایی شبکه ای بی سی به نام رودخانه و در سال ۲۰۱۰ در سریال ستاره تنها بازی کرد. او بازیگر زن نقش اول فیلم برای کار امن نیست محصول یونیورسال پیکچرز بود.
در فوریه ۲۰۱۲، مامفورد برای بازی در درام شبکه ای بی سی به نام بی باک انتخاب شد. در نوامبر همان سال، او نقش هم خانه آناستازیا استیل، کیت کوینا، در فیلم پنجاه سایه گری را گرفت.